# Rubén Mori
Rubén Mori Flores (Lima, 18 de junio de 1986) es un exfutbolista peruano. Jugaba de defensa o mediocampista y actualmente tiene su propia academia deportiva en Chanchamayo - Junin.

## Trayectoria
Debutó en Primera División con Alianza Lima el 10 de noviembre del 2007 con frente Cienciano en Cuzco. Ingresó en reemplazo de Juan Jayo a falta de pocos minutos para culminar el encuentro.

## Clubes
| Club                     | País | Año         |
| ------------------------ | ---- | ----------- |
| Alianza Lima             | Perú | 2006-2008   |
| Alianza Atlético Sullana | Perú | 2009        |
| Total Chalaco            | Perú | 2010        |
| Atlético Grau            | Perú | 2011-2012   |
| Alfonso Ugarte (Puno)    | Perú | 2013        |
| Carlos A. Mannucci       | Perú | 2014        |
| Alianza Universidad      | Perú | 2015        |
| Unión Fuerza Minera      | Perú | 2015 - 2016 |